# Данди (Мичиген)
Данди (енгл. Dundee) град је у америчкој савезној држави Мичиген.

## Демографија
По попису из 2010. године број становника је 3.957, што је 435 (12,4%) становника више него 2000. године.
| Група             | 2000.         | 2010.         |
| Белци             | 3.386 (96,1%) | 3.746 (94,7%) |
| Афроамериканци    | 23 (0,7%)     | 34 (0,9%)     |
| Азијати           | 14 (0,4%)     | 21 (0,5%)     |
| Хиспаноамериканци | 42 (1,2%)     | 103 (2,6%)    |
| Укупно            | 3.522         | 3.957         |